# 蔡京
蔡 京（さい けい、慶暦7年1月17日（1047年2月14日）- 靖康元年7月21日（1126年8月11日））は、北宋末の政治家・宰相・書家。字は元長。興化軍仙游県（現在の福建省莆田市仙游県）の人。
父は蔡準。弟は蔡卞。子は蔡攸・蔡鯈（さいちょう）・蔡翛（さいゆう）・蔡絛（さいとう）・蔡鞗（さいちょう）・蔡脩ら。また、英宗の時期の蔡襄の同族にあたる。
行政官僚として有能であったが、権力欲の強い人物で、主義主張に節操がなかったといわれている。

## 生涯
熙寧3年（1070年）に進士及第。当時は弟の蔡卞の昇進が早かった。そのため蔡卞が蔡京に官職を譲るよう打診したことがあり、朝廷では美事とされた。後、蔡京も頭角を現し、神宗の最末期には国都開封府の知府となった。
神宗が崩御し、宣仁太后が政権を握ると、その信任を受けた旧法派の司馬光が宰相に就任した。司馬光は募役法の廃止と差役法の復活を図り、これを5日間の期限で実行するように命令した。しかしもともと司馬光の指揮も御都合主義的な所が多く、また司馬光の想定していた差役法そのものが、もはや実施不可能なほど現実から乖離していた。そのため多くの地方官はその改廃に戸惑い、到底期日を守ることができなかった。しかるに蔡京は、開封府という最も困難な場所において期日通りに法令の改廃を行い、司馬光を感動させた。しかし彼は、神宗朝には新法に与して新法を讃美し、旧法が行われるや否や旧法を支持するという態度であったため、旧法派の急先鋒であった劉安世・王巌叟らから激しい批判を受け、下野せざるを得なくなった。
宣仁太后の政権も9年ほどで終わり、哲宗が親政を始めると、再び新法が復活する。この時、多くの旧法派官僚が追放され、代わって新法派官僚が登用されることになった。当時の権力者章惇や曾布は熱心な新法推進派であり、新法を国是と見做していたが、蔡京のことはあまり信用しておらず、そのために蔡京も目立った活躍はなかった。しかし彼は後宮や宦官と結託し、自らの出世の糸口を探っていたと言われている。またこのころには既に弟の蔡卞との仲は険悪となり、その妻同士も互いに憎みあっていたといわれている。
哲宗の親政も6年余りで終わり、徽宗朝が始まる。この徽宗朝は当初こそ、神宗の皇后の向太后の指導の下に建中靖国をスローガンとして、新法派と旧法派の調停を目的としていた。このとき新旧両派より韓忠彦と曾布を宰相として迎え、蔡京も中央に返り咲いたが、この時も向太后に接近してその信任を得ていた。これを警戒した韓忠彦と曾布は協力して蔡京を太原府の長官にするように徽宗に勧めたが、太后のとりなしで異動は中止された（『長編記事本末』）。それでも曾布は蔡京を信用せず、親政を開始した徽宗が太后に近い蔡京を警戒したことで、一度は罷免された。しかし徽宗の寵臣童貫や鄧洵武のとりなしや、韓忠彦・曾布の政治に不満を感じた徽宗の方針の変化などで、蔡京は速やかに中央に復帰した。
徽宗朝において蔡京は、延べ16年間太師（宰相）の地位に就くほどに権力を一身に集めた。彼に反対する者は新旧両党いずれを問わず放逐し、それらを一括りに旧法派と見做し「奸党」と貶めた。放逐された旧法党人は三百余人におよび、またその子孫も禁錮処分として科挙の受験資格を奪った。こうして生まれた「奸党」の人名一覧として「元祐朋党碑（元祐党石碑）」を建立し、「奸党」一味のブラックリストとして天下に知らしめた。しかしこの石碑には、本来明らかに新法派に属する章惇や安燾といった政治家の名まで含まれており、旧法弾圧に名を借りた蔡京の権力掌握策の実体を明らかにしている。なお、この時期には政治的事件が続発していたが、蔡京は宰相就任以前から洛獄・同文館の獄といった旧法派に対する疑惑の取締に関与し、宰相就任後も蘇州銭法の獄・張懐素の獄などの事件が発生し、蔡京はいずれも反対派粛清の口実として利用している。蔡京はこのほかにも、新法の名のもとに民衆から重税を取り立て、徽宗を喜ばせるために大土木工事を行い、王朝の財政を放漫化させた。このことは当時と後世とを問わず、彼の評判を一層凶悪なものとすることになった。権勢にあやかろうとする者たちからは様々な献上物が争って贈られ、特に珍しい物を贈った地方官はそのために昇進した。一方で家族の間でも激しい権力争いが起こり、弟や父との関係も仇敵同然に険悪なものとなった。
徽宗朝末期には実権は蔡京からその長男の蔡攸に遷ったが、名目上は蔡京が権力を握っていることになっていた。このころ、突如として勃興した金と結び、北宋政権長年の念願であった燕雲十六州を遼から奪取するという功績を挙げた。しかし朝廷は金の実力を侮り、金との盟約を何度も破ったため、1125年に中原の奪取を狙った金の攻撃に遭い、あえなく北宋は滅亡する（靖康の変）。
金軍の侵攻による北宋の廃滅の直前、徽宗は長男の欽宗に譲位した。欽宗はもともと蔡京政権を好んでおらず、また金の来襲に怒った世論を抑える必要もあり、蔡京に一貫して反対していたために在野を余儀なくされていた李綱を召還して善後策を練らせた。こうして蔡京・童貫・梁師成・王黼・朱勔・李邦彦ら6人は「六賊」とされ、みな遠所に流罪に処せられた。老齢の蔡京はその筆頭に数えられ、流罪の途上潭州で無念のうちに80歳で死去した。流罪決定の直後には死刑の宣告が出されたが、蔡京は死去したために死刑は免れた。そのため、当時の人々は蔡京が死刑を免れたことを悔しがったといわれている。しかし、長男の蔡攸ら兄弟と一族は欽宗の命で誅殺されたと、『宋史』列伝第231 姦臣伝2に記されている。

## 異説
近年になって藤本猛は、蔡京と徽宗の関係は必ずしも上手くはいっていなかったとする指摘をしている。例えば、1106年に彗星の発生を口実に蔡京を罷免しているが、実は前年に遼が宋と西夏の間で続く国境紛争の仲裁に乗り出したとき、徽宗は遼の提案を受け入れる意向で林攄を正使、高俅を副使として遼へ派遣したが、その際に蔡京が秘かに林攄に対して遼を挑発して戦争を引き起こすように指示したことを知った徽宗が、和平派に人事を変えるために罷免したのだとされる（ただし、西夏との和平成立から程なく蔡京は復権している）。
また、1109年にも蔡京は宰相を辞任して2年後に復帰しているが、この背景も蔡京の強力な権力を疎ましく思い自ら政治的主導権を握りたいという思いと、蔡京個人に対するシンパシーの間で揺れ動く徽宗の心理があったとされる（蔡京の復帰には開封に残った息子や支持者の巻き返し工作もあったが）。さらに1113年には、儒教の経書に基づいた古代の礼楽の復興を意図した徽宗が主導して、鄭居中らによって編纂された儀礼書『政和五礼新儀』が完成するが、この書の計画が具体化されたのが蔡京失脚中の1109年であったため、その具体化を巡って両者の間に溝が生じた。蔡京は不安定な世情を受けて徽宗のために封禅を行おうとするが、封禅は秦漢に作られた経書に基づかない儀式であると考える徽宗が不満を示し、劉正夫の建言によって徽宗は封禅の中止を命じた。これに不満を抱いた蔡京は、1116年に上表を提出して太師を辞任しようとしたが、徽宗は蔡京を慰留して高齢であることを理由に、3日に1度出仕して三省（中書・門下・尚書）全てを統括して、好きな時に政務をこなしたり帰宅したりして良いとする詔書を下した（『宋史記事本末』政和6年4月庚寅条）。だが、現実には徽宗は反蔡京派の鄭居中・劉正夫（ともに元々は蔡京側近で対遼外交問題で失脚した蔡京復権に主導的役割を果たしたが、後に些細なことで自身や親族が蔡京によって処罰されたために離反していた）を宰相に起用した上、日々の徽宗の動きを蔡京が把握する事は不可能になった。その結果、蔡京は名誉職に祀り上げられる形で徐々に実質的権力を失っていった。
さらにその後、蔡京の長男である蔡攸が台頭するが、それは徽宗即位前から蔡攸が徽宗に近侍していたことに由来しており、父の蔡京が権力を握っていたときは父の禁中掌握に努めていたものの、その事実上の失脚後は徽宗の親政を支える側近へと政治的立場を変えて宣和年間には徽宗の側に立って父や弟たちと対立することもあった。

## 文化人としての評価
蔡京には文化人という側面がある。彼は書道の達人であり、宋代の蘇軾・黄庭堅・米芾と合わせて四絶と称された。しかし蔡京は人柄に問題があるとして、宋の四大家には彼の同族の蔡襄が代わりに数えられている。他にも絵画や文章・詩なども巧みな才人であった。これらの素養が風流天子などと称される徽宗と馬の合った理由ではないかといわれている。
なお、蔡京の書に関しては、石川九楊が「とめ、はね、はらいが上手く出来て居ない」と酷評するなど、現在では高い評価が与えられていない。現在の書道史では書家として評価することはほとんどなく、作品の評すら上掲石川評以外には最近では存在しない。逆に蔡襄は高く評価されている。
近年、蔡京や徽宗の文化人的要素を重視して、徽宗朝を評価しようという動きが一部研究者の間でなされている。それは如上の政治的な問題とは一旦切り離し、南宋政権との連続‐非連続、及び文化的爛熟といった問題に注目することで、徽宗朝を肯定的に捉えようとする考えである。この見地からは、徽宗朝に中心的な位置を占める蔡京も肯定的に評価しなければならないとされている。

## 水滸伝における蔡京
小説『水滸伝』でも、四姦臣の一人として高俅と共に名が挙げられており、続編である『水滸後伝』では、他の四姦臣ともども梁山泊の好漢に捕まり毒殺されたと描かれており、蔡京が憎まれていたことが窺える。九男に江州知州の蔡九あるいは蔡得章（蔡攸の弟？）が登場し、腹心の黄文炳とともに配下の戴宗を陥れる人物として登場する。また、女婿に北京大名府知府の梁世傑がいる。